# Baby TV
BabyTV este un canal comercial de 24 ore gratuite pentru sugari, copii mici și părinții lor. Mobile, VoD, bandă largă, în timpul zborului și a serviciilor interactive sunt de asemenea disponibile. Canalul este difuzat în peste 85 de țări diferite, în 14 limbi diferite din întreaga lume.

## Istorie
Baby TV a fost lansat în 4 decembrie 2003, iar pe 8 octombrie 2007, Fox International a achiziționat un interes major în BabyTV, plasându-se alături de ofertele sale internaționale din Fox Crime, FX și National Geographic. De asemenea, a fost lansat la data de 5 februarie 2007 pe Sky Digital în Marea Britanie. Începând cu 2019 Baby TV face parte din portofoliul Disney, în urma achiziției companiei sale mama de către The Walt Disney Company.

## Programe
Baby TV creează serii specializate pentru sugari și copiii mici, cu peste 60 de serii în prezent on air și o putere de 20 mai mult pe an. Toate de programare este creat in-house sub îndrumarea unor experți din copilărie.